# Frédérique Hansen
Frédérique Hansen (ur. 18 maja 1994) – luksemburska lekkoatletka specjalizująca się w biegach sprinterskich.
W 2011 zdobyła srebro w sztafecie 4 × 400 metrów podczas igrzysk małych państw Europy oraz bez powodzenia startowała na mistrzostwach świata juniorów młodszych i na olimpijskim festiwalu młodzieży Europy. W 2013 sięgnęła po swoje drugie srebro igrzysk małych państw Europy. W tym samym roku zajęła 8. miejsce w sztafecie 4 × 100 metrów oraz 5. w biegu rozstawnym 4 × 400 metrów podczas igrzysk frankofońskich w Nicei.
Medalistka mistrzostw Luksemburga. 
Rekord życiowy w biegu na 400 metrów: 54,05 (18 lipca 2013, Rieti) – rekord Luksemburga.
1 czerwca 2013 w Luksemburgu narodowa sztafeta  4 × 400 metrów w składzie Hansen, Charline Mathias, Martine Nobili, Laurence Jones ustanowiła rekord kraju w tej konkurencji – 3:44,38.

## Osiągnięcia
| Rok  | Impreza                               | Miejsce         | Konkurencja             | Lokata                | Wynik   |
| ---- | ------------------------------------- | --------------- | ----------------------- | --------------------- | ------- |
| 2010 | Igrzyska olimpijskie młodzieży        | Singapur        | bieg na 400 metrów      | 4. miejsce w finale B | 56,35   |
| 2011 | Igrzyska małych państw Europy         | Schaan          | sztafeta 4 × 400 metrów | 2. miejsce            | 3:51,50 |
| 2011 | Mistrzostwa świata juniorów młodszych | Lille Metropole | bieg na 200 metrów      | eliminacje            | 26,21   |
| 2011 | Mistrzostwa świata juniorów młodszych | Lille Metropole | bieg na 400 metrów      | eliminacje            | 57,13   |
| 2011 | Olimpijski festiwal młodzieży Europy  | Trabzon         | bieg na 200 metrów      | eliminacje            | 25,79   |
| 2011 | Olimpijski festiwal młodzieży Europy  | Trabzon         | bieg na 400 metrów      | eliminacje            | 56,99   |
| 2013 | Igrzyska małych państw Europy         | Luksemburg      | sztafeta 4 × 400 metrów | 2. miejsce            | 3:44,38 |
| 2013 | Igrzyska frankofońskie                | Nicea           | bieg na 400 metrów      | eliminacje            | 55,69   |
| 2013 | Igrzyska frankofońskie                | Nicea           | sztafeta 4 × 100 metrów | 8. miejsce            | 47,61   |
| 2013 | Igrzyska frankofońskie                | Nicea           | sztafeta 4 × 400 metrów | 5. miejsce            | 3:49,54 |
| 2013 | Mistrzostwa Europy juniorów           | Rieti           | bieg na 400 metrów      | eliminacje            | 54,05   |